# Ето (Атлантски Пиринеји)
Ето (фр. Estos) насеље је и општина у југозападној Француској у региону Аквитанија, у департману Атлантски Пиринеји која припада префектури Олорон Сен Мари.
По подацима из 2011. године у општини је живело 527 становника, а густина насељености је износила 163,66 становника/km². Општина се простире на површини од 3,22 km². Налази се на средњој надморској висини од 263 метара (максималној 346 m, а минималној 198 m).

## Демографија
| 1962. | 1968. | 1975. | 1982. | 1990. | 1999. | 2011. |
| ----- | ----- | ----- | ----- | ----- | ----- | ----- |
| 161   | 196   | 265   | 320   | 389   | 426   | 527   |

График промене броја становника у току последњих година